# Барвиха (платформа)
Барви́ха (рос. Барвиха) — зупинний пункт/пасажирська платформа Білоруського (Смоленського) МЗ напрямку в Одинцовському районі Московської області, поблизу Рубльово-Успенського шосе.
Має одну берегову платформу, що використовується для руху в обох напрямках.
Розташована на лінії Робітниче Селище — Усово.
Час в дорозі від Москва-Пасажирська-Смоленська — 38 хвилин.
Має пряме сполучення моторвагонних поїздів з пунктами Савеловського та Курського напрямків.
| Попередня станція | Лінія | Лінія             | Лінія | Наступна станція |
| ----------------- | ----- | ----------------- | ----- | ---------------- |
| Роздори           |       | Кунцево I — Усово |       | Ільїнське        |